# Rainer Hillebrecht
Rainer Hillebrecht (* 15. Oktober 1966 in Hamburg) ist ein deutscher Schauspieler.
Nach dem Besuch der Schauspielschule (1988) trat er 1989 in mehreren Inszenierungen am Ernst-Deutsch-Theater in Hamburg auf. Seit 1995 lebt er in Berlin, wo er erfolgreich als Fernsehschauspieler debütierte: Er spielte eine Hauptrolle in 30 Folgen der Serie Montagsgeschichten (1997). Es folgte die Erotik-Soap Von Mann zu Mann (1998) und die schwul-lesbische TV-Serie Berlin Bohème (1999–2005). In allen drei Produktionen, die unter der Regie von Andreas Weiß entstanden, verkörperte er die Rolle des Holger Prehm.
Weitere TV-Rollen: Einen Kurzauftritt hatte er neben Oliver Bootz und Christoph M. Ohrt im RTL-Krimi Jagd auf den Plastiktütenmörder, und Episodenrollen in der Folge Die Feuerhölle aus der Sat.1-Serie Lenßen & Partner sowie neben Alida-Nadine Kurras in einer Folge der ProSieben-Serie Das Geständnis – Heute sage ich alles!.
Hillebrecht ist auch als Autor tätig, er schrieb u. a. das Drehbuch für den Film Slashback, der 2004 von Florian Gradmann mit Hillebrecht in der Hauptrolle des Killers Udo verfilmt wurde. Unter Gradmann spielte Hillebrecht 2005 den Kommissar Heber im Krimi Cold as Ice. Zudem war er Co-Autor mehrerer Episoden der Serien Montagsgeschichten und Berlin Bohème.